# Anna Bågenholm
Anna Elisabeth Johansson Bågenholm, née en 1970, est une radiologue suédoise de Vänersborg, qui en 1999, survit à un accident de ski qui la laisse coincée sous une couche de glace pendant 80 minutes dans de l'eau glacée. Pendant ce temps, elle souffre d'une hypothermie extrême et sa température corporelle baisse jusqu'à 13,7 degrés Celsius (56,66 °F), l'une des températures corporelles les plus basses jamais enregistrées chez un humain souffrant d'hypothermie accidentelle. Bågenholm réussit à trouver une poche d'air sous la glace, mais subit un arrêt cardiorespiratoire après 40 minutes dans l'eau.
Après son sauvetage, Bågenholm est transportée par hélicoptère à l'hôpital universitaire de Tromsø, où une équipe de plus d'une centaine de médecins et d'infirmières travaillent par équipes pendant neuf heures pour lui sauver la vie. Bågenholm se réveille dix jours après l'accident, paralysée du cou aux pieds et passe ensuite deux mois en convalescence dans une unité de soins intensifs. Même si elle s'est presque complètement rétablie de l'incident, fin 2009, elle présentait encore des symptômes mineurs aux mains et aux pieds liés à une lésion nerveuse. Le cas de Bågenholm est discuté dans la principale revue médicale britannique The Lancet et dans des manuels de médecine.

## L'incident
Anna Bågenholm naît en 1970 à Vänersborg, en Suède, parmi huit autres enfants,. Au moment des faits, elle a 29 ans et étudie pour devenir chirurgienne orthopédiste,. Bågenholm décide de faire sa résidence à Narvik, en Norvège, et en mai 1998, elle devient chirurgienne assistante à l'hôpital de Narvik. Le mentor de Bågenholm pendant cette période est Yngve Jones, médecin à l'hôpital de Narvik qui est sur le point de célébrer sa retraite avec une fête le 20 mai 1999.
Ce jour-là, Bågenholm skie dans les montagnes à l'extérieur de Narvik avec deux de ses collègues,, Marie Falkenberg et Torvind Næsheim. Skieuse experte, Bågenholm skie souvent après le travail. Alors qu’elle descend un flanc de montagne escarpé — un itinéraire qu’elle a emprunté plusieurs fois auparavant — elle perd le contrôle de ses skis. Elle tombe tête la première sur une couche de glace sur un ruisseau gelé près d'une cascade, atterrissant sur le dos. Un trou s'ouvre dans la glace et la tête ainsi que le torse de Bågenholm y rentrent et l'eau de fonte remplit ses vêtements. Son corps reste coincé sous la glace de 20 centimètres (7,87401574 po) d'épaisseur. Lorsque Falkenberg et Næsheim trouvent Bågenholm, seuls ses pieds et ses skis sont au-dessus de la glace.

## Tentatives de sauvetage
Les collègues de Bågenholm tentent de la libérer, mais n'y arrivent pas. À 18 h 27 heure locale (CET), sept minutes après qu'elle soit tombée à l'eau, ils appellent à l'aide sur un téléphone portable. Le lieutenant de police Bård Mikalsen reçoit l'appel et constitue deux équipes de secours : une au sommet de la montagne et une autre en bas. Mikalsen contacte également l'équipe de secours de Bodø, qui est équipée d'un hélicoptère Sea King, mais ils lui disent que l'hélicoptère est parti transporter un enfant malade. Mikalsen persiste et convainc le répartiteur de faire demi-tour.
Falkenberg et Næsheim s'accrochent aux skis de Bågenholm en attendant l'arrivée des équipes de secours. Au début, Bågenholm se débat dans l'eau froide avant de trouver une poche d'air et de pouvoir rester consciente pendant 40 minutes au bout desquelles elle subit un arrêt cardiorespiratoire. Ketil Singstad dirige l'équipe de secours depuis le sommet de la montagne. Il skie aussi vite qu'il peut jusqu'à l'emplacement de Bågenholm, où lui et son équipe de secours tentent en vain de la sortir avec une corde. Ils essayent ensuite de la déterrer, mais leur pelle à neige ne réussit pas à percer la glace. Les sauveteurs venus du pied de la montagne arrivent alors, apportant avec eux une pelle de jardinage pointue. Ils réussissent à percer un trou dans la glace et la font sortir à 19 h 40. Bågenholm a donc passé 80 minutes dans l'eau avant d'être secourue.

## Réanimation et convalescence

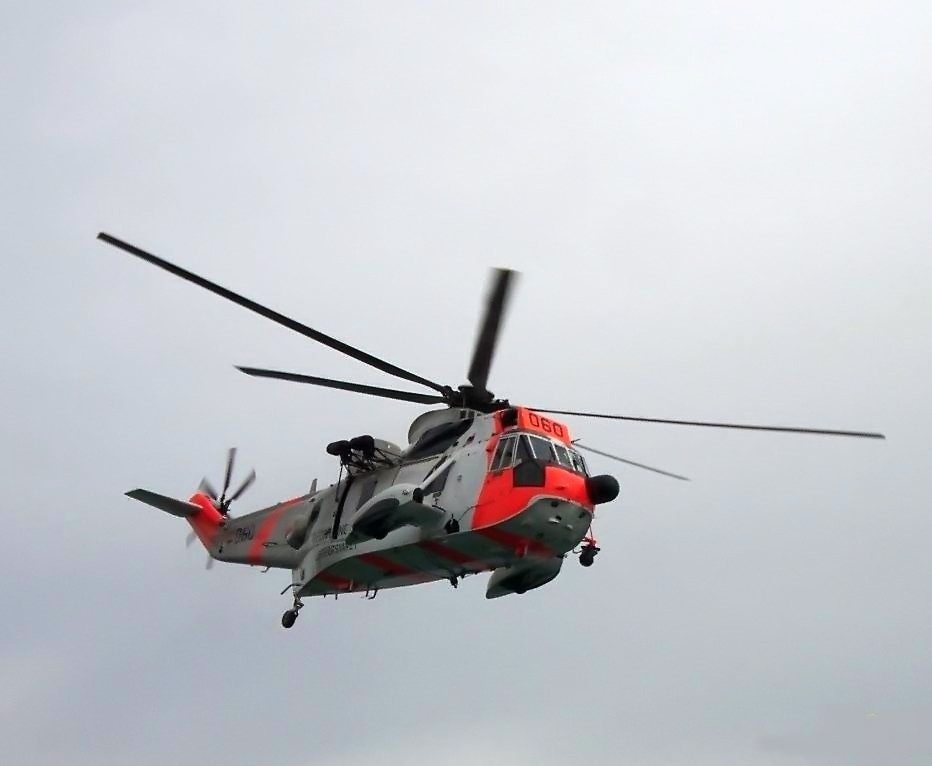
Un hélicoptère Sea King a amené Bågenholm à l'hôpital universitaire de Tromsø.

Lorsque Bågenholm est retirée de l'eau, ses pupilles sont dilatées, son sang ne circule pas et elle ne respire pas. Falkenberg et Næsheim, tous deux médecins, commencent à lui effectuer une réanimation cardiopulmonaire (RCR). L'hélicoptère de sauvetage arrive rapidement et Bågenholm est transportée à l'hôpital universitaire de Tromsø en une heure. L'équipe d'urgence de l'hélicoptère continue à lui faire une RCR pendant le vol,, et elle est ventilée avec de l'oxygène,. Elle est également traitée avec un défibrillateur, mais sans effet.
Bågenholm arrive à l'hôpital à 21 h 10. Sa température corporelle à ce stade est de 13,7 degrés Celsius (56,66 °F),,, la température corporelle la plus basse jamais enregistrée chez un humain souffrant d'hypothermie accidentelle à l'époque,,. Dr Mads Gilbert, anesthésiste et chef du service d'urgences de l'hôpital, procède à une tentative de réanimation. Il commente l'état de Bågenholm : « Elle a les pupilles complètement dilatées. Elle est cendrée, d'un blanc de lin. Elle est mouillée. Elle est glaciale quand je touche sa peau, et elle a l'air absolument morte. » Gilbert a traité de nombreux cas d'hypothermie auparavant à cause du climat froid de la Norvège et sait comment la traiter. L' électrocardiogramme qui lui est connecté ne montre aucun signe de vie, mais Gilbert sait que les patients doivent être « réchauffés avant de les déclarer morts ». Lui et son équipe espèrent que le cerveau de Bågenholm a reçu suffisamment d'oxygène grâce à la RCR qui lui a été administrée après son sauvetage.
Elle est emmenée au bloc opératoire, où une équipe de plus d'une centaine de médecins et d'infirmières travaillent par équipes pendant neuf heures pour lui sauver la vie. À 21 h 40, elle est connectée à un appareil de circulation extracorporelle qui réchauffe son sang à l'extérieur de son corps, avant qu'il ne soit réinséré dans ses veines. Le premier battement de cœur de Bågenholm est enregistré à 22 h 15 et sa température corporelle passe à 36,4 degrés Celsius (97,52 °F) à 0 h 49. La fonction pulmonaire de Bågenholm se détériore à 02h20 et elle passe les 35 jours suivants connectée à un respirateur artificiel.
Bågenholm commence bientôt à montrer des signes de vitalité et se réveille paralysée du cou aux pieds le 30 mai. Elle craint de passer le reste de sa vie sur le dos et est en colère contre ses collègues pour l'avoir sauvée. Cependant, Bågenholm se remet rapidement de sa paralysie et s'excuse ensuite auprès de ses amis: « J'ai été très irritée quand j'ai réalisé qu'ils m'avaient sauvé. J'avais peur d'une vie dénuée de sens, sans aucune dignité. Maintenant, je suis très heureuse d'être en vie et je veux m'excuser. ». Les reins et le système digestif de Bågenholm ne fonctionnent pas correctement et elle doit donc se rétablir dans une unité de soins intensifs pendant encore deux mois,. Après avoir passé 28 jours dans l'unité de soins intensifs de Tromsø, elle est transportée par avion vers la Suède dans un hélicoptère ambulance pour le reste de sa convalescence.
Le Dr Petter Andreas Steen, professeur à l'hôpital national d'Oslo, déclare que le fait de pouvoir sauver la vie de Bågenholm constitue « une réussite médicale extraordinaire ». Il pense que la raison pour laquelle elle a pu récupérer est que son métabolisme a ralenti pendant l'incident et que les tissus à l'intérieur de son corps ont eu besoin de moins d'oxygène à basse température. Selon la revue Proto (publiée par le Massachusetts General Hospital), le métabolisme de Bågenholm a ralenti à dix pour cent de son taux de base et elle n'a donc pratiquement pas eu besoin d'oxygène.

## Conséquences
Malgré les graves dommages causés au corps de Bågenholm, aucune lésion cérébrale permanente n'est diagnostiquée. Gilbert commente ceci : « Son corps a eu le temps de se refroidir complètement avant que le cœur ne s'arrête. Son cerveau était si froid lorsque le cœur s'est arrêté que les cellules du cerveau avaient besoin de très peu d'oxygène, de sorte que le cerveau pouvait survivre pendant une période assez prolongée. ». Gilbert note également que l'hypothermie thérapeutique, une méthode utilisée pour sauver les personnes en arrêt cardiorespiratoire en abaissant leur température corporelle, est devenue plus fréquente dans les hôpitaux norvégiens après que le cas de Bågenholm soit devenu célèbre.
Bågenholm retourne au travail en octobre 1999. Le 7 octobre 1999, 140 jours après l'accident, elle retourne à l'hôpital de Tromsø et rencontre les médecins et les infirmières qui lui ont sauvé la vie. Bågenholm déclare : « Quand vous êtes un patient, vous ne pensez pas que vous allez mourir. Vous pensez : je vais y arriver. Mais en tant que médecin, je pense que c'est incroyable que je sois en vie ». Depuis octobre 2009, Bågenholm s'est presque complètement rétablie, bien que des symptômes mineurs dans les mains et les pieds liés à une lésion nerveuse subsistent. Fin 2009, elle travaille comme radiologue à l'hôpital où sa vie a été sauvée,.

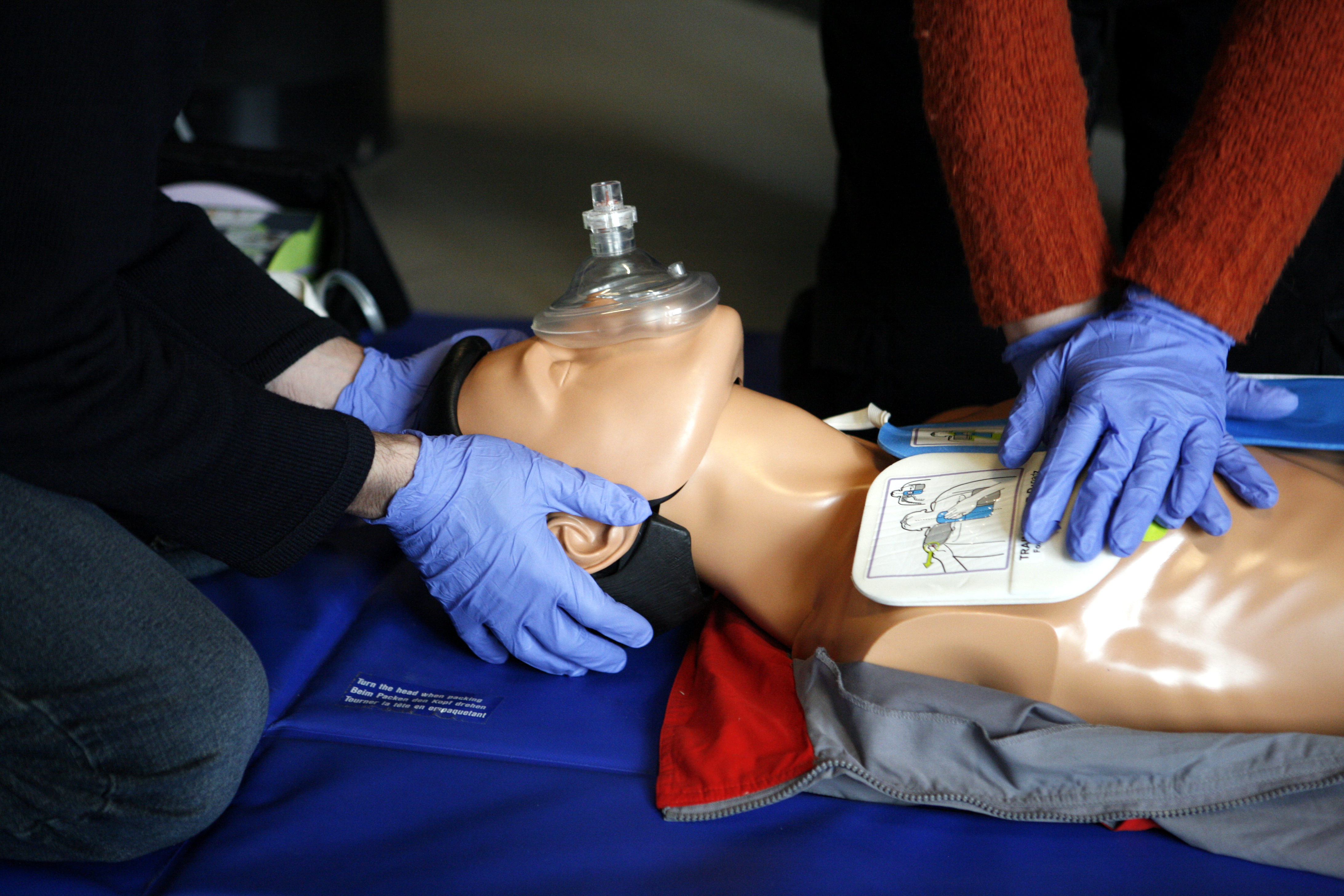
Gilbert a déclaré que la RCR vigoureuse joue un rôle important dans le sauvetage des victimes d'hypothermie accidentelle avec arrêt circulatoire.

Selon BBC News, la plupart des patients souffrant d'hypothermie extrême meurent, même si les médecins parviennent à redémarrer leur cœur. Le taux de survie des adultes dont la température corporelle est tombée en dessous de 28 degrés Celsius (82,4 °F) est compris entre 10 et 33 %. Avant l'accident de Bågenholm, la température corporelle la plus basse observée était 14,4 degrés Celsius (57,92 °F), enregistrée chez un enfant,,. Gilbert déclare :
Les victimes d'une hypothermie accidentelle très profonde avec arrêt circulatoire devraient être considérées comme potentiellement réanimables avec une perspective de guérison complète. Les facteurs clés de succès de ces efforts de réanimation marginaux sont les actions précoces des spectateurs avec une RCR vigoureuse et une alerte précoce du système d'urgence, l'envoi rapide des unités de secours adéquates (ambulances terrestres et aériennes) et une bonne coordination entre les ressources extérieures et intérieures de l'hôpital, un réchauffement agressif et un état d'esprit de non abandon.
Le médecin généraliste Jel Coward de Tywyn, au Pays de Galles, déclare que les personnes souffrant d'hypothermie extrême sont souvent considérées à tort comme mortes car il peut être difficile de détecter leur pouls. Il ajoute que ce cas « nous fait vraiment comprendre à quel point il faut être prudent avant de diagnostiquer la mort d'une personne en hypothermie ».
Après l'incident, Bågenholm devient un sujet de fiction et de manuels de médecine et son cas est discuté dans la principale revue médicale britannique The Lancet,,. Le 25 octobre 2009, son histoire est présentée dans l'émission télévisée Another Day: Cheating Death de CNN,. Animé par Sanjay Gupta, le programme présente des histoires de personnes qui ont survécu contre toute attente à des conditions difficiles. Bågenholm espère alors que le programme donnera aux téléspectateurs davantage de connaissances sur l'hypothermie. L'histoire est également incluse dans le livre compagnon de Gupta, Cheating Death: The Doctors and Medical Miracles that Are Saving Lives Against All Odds. Le 30 octobre 2009, Bågenholm et Gilbert apparaissent ensemble dans le populaire talk-show norvégien de la chaîne NRK, Skavlan, animé par Fredrik Skavlan,.